# Прем'єр-міністр Квебеку
Прем'єр-міністр Квебеку (фр. Premier ministre du Québec [pʁəmje ministʁ dy kebɛk] (чол.) або фр. première ministre du Québec [pʁəmjɛʁ-] [жін.]) — голова уряду провінції Квебек.
У Квебеку діє британська парламентська система, згідно з якою прем'єр-міністром автоматично стає лідер керівної політичної партії. Керівною стає партія, що має більше депутатів у парламенті (Національна асамблея Квебеку), аніж партії-конкуренти, навіть якщо ця більшість не є абсолютною. Депутати обираються за мажоритарною системою: один округ — один депутат.
Лідер, що виграв вибори і обійняв посаду прем'єр-міністра, формує уряд із депутатів своєї партії. Якщо він іде у відставку до нових виборів, його місце обіймає новий (іноді тимчасовий) лідер партії.
З 18 жовтня 2018 року прем'єр-міністром Квебеку є Франсуа Лего, лідер Коаліції за майбутнє Квебеку.